# Segeerspoort

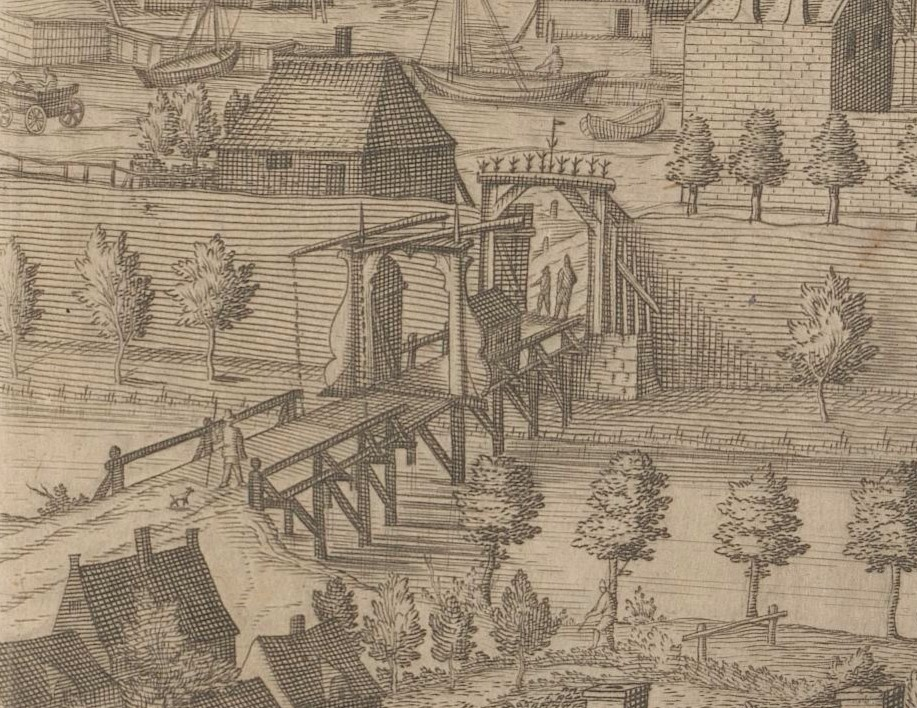
De houten Segeerspoort, geplaatst na de sloop van de eerste poort in 1616-1617. Deze houten poort zou later plaats maken voor een nieuwe stenen poort rond 1650.

De Segeerspoort (St. Geertruidspoort) is de naam van twee voormalige stadspoorten in de Zeeuwse hoofdstad Middelburg. De eerste stadspoort werd gebouwd in de 14e eeuw, maar werd in 1616 gesloopt en vervangen door een nieuwe poort rond 1650. Deze tweede poort werd in 1844 afgebroken.

## Geschiedenis
Het bestaan van de Segeerspoort wordt voor het eerst vermeld in 1351. De poort werd ook wel aangeduid als de Haymanpoort, naar de heerlijkheid Hayman die zuidelijk aan Middelburg grensde. Van de poort is een pentekening bewaard gebleven welke een poortgebouw voorstelt met een centrale poort, geflankeerd door twee ronde torens, en bereikbaar door een houten brug. In 1438 werd er een valbrug gebouwd. Van 1616 tot 1617 werd de poort afgebroken. Dit leverde respectievelijk 225.500 en 106.000 stenen op. Deze afbraak werd veroorzaakt door de stadsuitbreiding van Middelburg aan het eind van de 16e eeuw waarbij de oude stadsmuren werden gesloopt en nieuwe bolwerken werden aangelegd.
Op het bolwerk verrezen gedurende de 17e eeuw weer nieuwe poorten, die dezelfde naam bleven dragen als hun voorgangers. De nieuwe Segeerspoort werd pas later gebouwd, mogelijk rond 1650, en was kleiner dan haar voorganger. Voordat deze poort werd gebouwd, stond er een eenvoudige houten poort. Doordat de poort in de 19e eeuw geen militaire waarde meer had, werd ze in 1844 afgebroken.
In 1867 werd het Kanaal door Walcheren gegraven, waardoor de volledige zuidelijke vestingwerken van Middelburg verdwenen zijn, waaronder de Vlissingse poort. Mogelijk bevinden enkele resten van de Segeerspoort zich nog onder de kruising van de Loskade en de Nieuwpoortstraat.